# Данилів Ярослав Ярославович
Данилів Ярослав Ярославович (англ. Yaroslav Danyliv) (8 вересня 1962, с. Почаєвичі, Дрогобицького району, Львівської області) — живописець, графік, сценограф, майстер художньої кераміки.
Творчість Я. Даниліва вражає розмаїттям тематики і стильних планів, художнику підвладні декоративне бачення, символічно-абстрактні сюжети і філософське розуміння цього світу.
Роботи митця експонувалися на багатьох виставках в Україні, Росії, Кореї, Японії, Швеції, Болгарії, Німеччині, Австрії, Китаї, США, Іспанії.
Роботи зберігаються: Міністерство культури України, Національний музей (Львів), Національна бібліотека Іспанії (музей Гойї), Міністерство культури Китаю, Калінінградський національний художній музей (Росія), музей А. Матісса (Париж), музей І.Франка (с. Нагуєвичі).

## Біографія
Народився 8 вересня 1962 р. в с. Почаєвичі, Дрогобицького району, Львівської області. З 1978 р. по 1982 р. навчався в училищі прикладного та декоративного мистецтва ім. А. Ерделі та Й. Бокшая в місті Ужгород, а згодом з 1987 по 1992 рр. у Львівській академії мистецтв України.
З 1993 року — член Національної Спілки художників України.
У 2003 році заснував Дрогобицьку Асоціацію художників (ДАХ).
З 2007 року член Національної Спілки Театральних діячів України.
У цей час працює головним художником в музично-драматичному театрі ім. Юрія Дрогобича.

## Нагороди та відзнаки
- 1998 р. — Малярство на склі, 3 премія м. Львів.
- 2004 р. — Лауреат обласної премії ім. братів Євгена та Юрія-Августина Шерегіїв в галузі театрального мистецтва.
- 2005 р. — 2 премія за сценографію до вистави «Недотепа із вертепа».
- 2006 р. — Гран Прі Фестиваль Еніма м. Харків.
- 2008 р. — Галицька Мельпомена вистава «Дракон». За найкращу виставу у драмтеатрах ЛМВ НСТД Україна 2008.
- 2008 р. — занесений в Сучасну Українську Енциклопедію.
- 2008 р. — Диплом 1 Всеукраїнського театрального фестивалю сценічних першопрочитань «Коломийські представлення», вистава «Тайна буття».
- 2009 р. — Номінація XIII Міжнародне бієнале малих форм Острів Велькопольський графіки і екслібрисів. Польща.
- 2010 р. — Почесна грамота. За визначні творчі успіхи. Голова Національної спілки театральних діячів України. м. Київ. Лесь Танюк.
- 2010 р. — Подяка за вагомий внесок у розвитку музично-театрального мистецтва, багаторічну плідну працю. Голова Львівської обласної державної адміністрації Михайло Цимбалюк.
- 2013 р. — Премія імені Федора Нірода.

## Галерея

Мозаїка "Ісус Чисте Серце" (13х4 метрів)
Сценографія з вистави "Лісова пісня"
(13х4 метрів)